# 18 Librae
18 Librae (18 Lib) es una estrella en la constelación de Libra de magnitud aparente +5,87.
Se encuentra a 309 años luz del sistema solar, siendo el error en dicha medida del 3,7%.

## Características
18 Librae es una gigante naranja de tipo espectral K3IIICN con una temperatura efectiva de 4450 ± 24 K.
Es 62 veces más luminosa que el Sol, lo que supone una luminosidad comparable a la de θ Librae pero cinco veces menor que la de υ Librae, ambas gigantes situadas en Libra.
Modelos teóricos le otorgan un radio 14 veces más grande que el radio solar.
Es, como la mayor parte de las estrellas de nuestro entorno, una estrella del disco fino.
18 Librae presenta una metalicidad significativamente superior a la solar ([Fe/H] = +0,30), habiendo sido catalogada como una gigante «súper-rica en metales».
Además, muestra un elevado contenido de cianógeno, al igual que Rasalas (μ Leonis) o Unukalhai (α Serpentis).
Estas gigantes evidencian un exceso de nitrógeno como consecuencia de que una gran parte de su carbono se ha transformado en nitrógeno mediante el ciclo CNO.
De hecho, la relación nitrógeno/hierro en 18 Librae es 2,75 veces más elevada que en el Sol.
La órbita galáctica de 18 Librae es notablemente más excéntrica (e = 0,32) que la órbita solar.
Ello hace que, en el periastro, la distancia de 18 Librae al centro de la Vía Láctea sea de solo 12.500 años luz, unos 10.000 años luz menor que en el caso del Sol.
Por otra parte, 18 Librae comparte movimiento propio con la estrella BD-10 3999 B, de magnitud +9,74.